# Síň slávy slovenského hokeje
Síň slávy slovenského hokeje je expozice, která představuje nejvýraznější osobnosti slovenského ledního hokeje.

## Síň slávy slovenského hokeje
- 2002: Ladislav Troják, Stan Mikita, Michal Polóni, Ladislav Horský, Ján Starší, George Gross, Vladimír Dzurilla, Jozef Golonka, Václav Nedomanský, Peter Šťastný (vystoupil na vlastní žádost)[1]
- 2003: Rastislav Jančuška, Vojtech Okoličány, Miroslav Červenka, Ján Jendek
- 2004: František Gregor, Karol Fako, Vincent Lukáč, Milan Kužela
- 2005: Jaroslav Walter, Igor Liba
- 2006: Rudolf Tajcnár
- 2007: Dušan Pašek
- 2008: Dušan Faško
- 2009: Dárius Rusnák
- 2011: Róbert Švehla, Ján Mitošinka, Július Haas
- 2012: Pavol Demitra
- 2014: Zdeno Cíger
- 2018: Miroslav Šatan
- 2019: Ferdinand Marek, Oto Haščák, Július Šupler, Ján Filc
- 2021: Peter Bondra (kvôli pandémii koronavírusu uvedený do siene slávy v roku 2022)
- 2022: Žigmund Pálffy
- 2023: Marián Hossa
- 2024: Ľubomír Višňovský
- 2025: Zdeno Chára